# ジョフロワ1世 (ブルターニュ公)
ジョフロワ1世（フランス語：Geoffroi I, 980年ごろ - 1008年11月20日）は、レンヌ伯、ブルターニュ公（在位：992年 - 1008年）。ブルターニュ公国は長い間独立していたが、ジョフロワ1世はバス＝ブルターニュの大部分はほとんど支配できなかった 。

## 生涯
ジョフロワ1世はブルターニュ公コナン1世とエルマンガルド＝ジェルベルジュ・ダンジューの長男として生まれた。レンヌ伯ジュディカエルの孫にあたる。
ジョフロワがブルターニュ公位を継承したとき、以下の問題を抱えていた。
- ブロワ伯がジョフロワの領地を侵略している
- ヴァイキングが領地の海岸を脅かしている
- アンジュー伯より提示された防衛を受け入れるかどうか決めなくてはならない[2]

996年、ジョフロワ1世が16歳のころ、二重結婚によりノルマンディー公リシャール2世と同盟を結んだ。教会の認可を受け、結婚式はブルターニュとノルマンディーの国境にあるモン・サン＝ミシェルで行われ、ジョフロワはノルマンディー公リシャール1世の娘でリシャール2世の妹アヴォワーズと結婚し、リシャール2世はジョフロワの妹ジュディットと結婚した。
ジョフロワ1世は1008年11月20日にローマへの巡礼中に死去した。

## 子女
アヴォワーズとの間に4子が生まれた。
- アラン3世（997年 - 1040年）[1] - ブルターニュ公
- エヴェヌス（998年頃 - 1037年以降）[1]
- エオン1世（999年頃 - 1079年）[1] - ブルターニュ公
- アデール - サン＝ジョルジュ女子修道院長[4]